# Verenigd Koninkrijk op het Eurovisiesongfestival 2004
Het Verenigd Koninkrijk nam deel aan het Eurovisiesongfestival 2004. Het land werd vertegenwoordigd door de zanger James Fox met het lied Hold on to our love

## Selectieprocedure
De nationale finale, genaamd Making your mind up, deed dienst als de selectieprocedure. Een halve finale werd gehouden op 28 februari 2004. Terry Wogan en Gaby Roslin presenteerden de finale.
Zes artiesten namen deel aan de finale en de winnaar werd gekozen door televoting.
| Artiest        | Lied                 | Plaats | Punten |
| -------------- | -------------------- | ------ | ------ |
| Enrap-ture     | Weekend (Gotta Work) | 4      | 37     |
| James Fox      | Hold on to our Love  | 1      | 120    |
| Haifa          | Me Without You       | 6      | 9      |
| Hyrise         | Leading me on        | 2      | 82     |
| Haydon         | With you I Believe   | 5      | 17     |
| Madison Taylor | It Just Gets Better  | 3      | 59     |

## In Istanboel
In Turkije moest het Verenigd Koninkrijk aantreden als 20ste, net na Polen en voor Cyprus. Op het einde van de puntentelling bleek dat ze op een zestiende plaats waren geëindigd met 29 punten.
België en Nederland hadden geen punten over voor deze inzending.

### Gekregen punten

#### Finale
| 12 punten | 10 punten         | 8 punten  | 7 punten                              | 6 punten                |
| --------- | ----------------- | --------- | ------------------------------------- | ----------------------- |
|           |                   | - Ierland |                                       |                         |
| 5 punten  | 4 punten          | 3 punten  | 2 punten                              | 1 punt                  |
|           | - Estland - Malta | - Letland | - IJsland - Polen - Roemenië - Zweden | - Rusland - Wit-Rusland |

### Punten gegeven door Verenigd Koninkrijk

#### Halve Finale
Punten gegeven in de halve finale:
| 12 punten | Griekenland           |
| 10 punten | Cyprus                |
| 8 punten  | Servië en Montenegro  |
| 7 punten  | Oekraïne              |
| 6 punten  | Albanië               |
| 5 punten  | Malta                 |
| 4 punten  | Bosnië en Herzegovina |
| 3 punten  | Nederland             |
| 2 punten  | Israël                |
| 1 punt    | Estland               |

#### Finale
Punten gegeven in de finale:
| 12 punten | Griekenland          |
| 10 punten | Cyprus               |
| 8 punten  | Zweden               |
| 7 punten  | Ierland              |
| 6 punten  | Turkije              |
| 5 punten  | Oekraïne             |
| 4 punten  | Duitsland            |
| 3 punten  | Servië en Montenegro |
| 2 punten  | Malta                |
| 1 punt    | Albanië              |

1957 · 1958 · 1959 · 1960 · 1961 · 1962 · 1963 · 1964 · 1965 · 1966 · 1967 · 1968 · 1969 · 1970 · 1971 · 1972 · 1973 · 1974 · 1975 · 1976 · 1977 · 1978 · 1979 · 1980 · 1981 · 1982 · 1983 · 1984 · 1985 · 1986 · 1987 · 1988 · 1989 · 1990 · 1991 · 1992 · 1993 · 1994 · 1995 · 1996 · 1997 · 1998 · 1999 · 2000 · 2001 · 2002 · 2003 · 2004 · 2005 · 2006 · 2007 · 2008 · 2009 · 2010 · 2011 · 2012 · 2013 · 2014 · 2015 · 2016 · 2017 · 2018 · 2019 · 2020 · 2021 · 2022 · 2023 · 2024 · 2025